# Сатурн (озеро)
Сатурн — небольшое озеро в горной системе Сихотэ-Алинь. Находится в Тернейском районе Приморского края России. Длина озера — 150 метров, ширина — 30 метров. Глубина озера — 1,5 метра.
Расположено в елово-пихтовом лесу на восточном склоне хребта Сихотэ-Алинь ниже Озерного Плато на оползневом базальтовом блоке у восточного подножия горы Пятачок (1485 м), на высоте около 1100 м над уровнем моря. Вблизи находятся озёра Орлиное Гнездо и Узловое. Относится к бассейну реки Смеховка (приток Кемы).